# BMW Z2
El BMW Z2 fue un concepto de automóvil de dos plazas de la marca alemana BMW. El vehículo estaba previsto para ser producido en el año 2010.

## Información técnica
Se han producido algunos prototipos, que muestran un vehículo con un estilo similar al BMW Z4, pero de dimensiones más compactas. 
El modelo base tendría un motor normalmente aspirado de 4.2itros en 6 cilindros, con una potencia de 110 kW (306 CV)335.i. El modelo M tendrá un motor turboalimentado con una potencia de 210 kW (420 CV)motor M-3 E-92. Otras características incluyen probablemente un chasis deportivo, transmisión con doble embrague, llantas de aleación 17 y 18 pulgadas y un sistema de dirección activa. 
La distancia entre ejes será 100 mm más corta que la del BMW Z4, siendo su longitud total unos 200 mm más corta. El uso de aleaciones y materiales ligeros, permitiría que el peso sea inferior a 970 kg.